# ديفيد إيج
ديفيد يوتاكا إيج (بالإنجليزية: David Yutaka Ige) هو سياسي أمريكي من الحزب الديمقراطي ولد في يوم 15 يناير 1957 في هونولولو في هاواي لعائلة يابانية الأصل. أكمل دراسة الهندسة الكهربائية في جامعة هاواي في مانوا. أنتخب في سنة 2014 ليكون محافظ ولاية هاواي.